# 愛瞞日報
愛瞞日報（英語：Macau Concealers，原稱）是由新澳門學社成員發起出版的刊物，其版面仿照《澳門日報》，以惡搞形式「諷刺時弊」，並以「出紙一大張，瞞遍全澳市民」為口號。
創刊號於2005年11月刊載於新澳門學社的《新澳門》第31期，至2010年11月起開始獨立出刊。在2012年12月正式在澳門新聞局以《愛瞞傳媒》名義登記，獲出版登記編號456，並於2013年3月開設新聞網站。
2021年10月19日晚上，愛瞞日報在社交網站宣佈：由於「前所未有的環境變遷，資源稀缺」，在翌日凌晨停止運作。

## 沿革
2005年澳門立法會選舉期間的賄選及脅選問題引起社會討論。而在選舉後，《澳門日報》登出多個議員當選祝賀廣告，凸顯了其社會主義立場。另外，當時正值第四屆東亞運動會舉行，當中的開支失控問題隨着東亞運的結束而逐漸浮現。澳門的城市規劃及公帑浪費問題亦深受關注。在這社會氣氛下，時值澳門大學學生的周庭希等發起出版《愛瞞日報》，指出是「因為澳門有很多事被隱瞞着」才有出版的念頭。
《愛瞞日報》諧仿《澳門日報》的讀音及版面，諷刺其報社的親政府立場，同時亦諷刺澳門的時弊。
在第一期出版前，網上流傳着一份名為「愛瞞日報」的「報章」，但實際上為「盜版」的作品，因當時第31期《新澳門》並未出版，而當時《愛瞞日報》並非獨立刊物。直至2005年11月底，《新澳門》第31期出版，《愛瞞日報》才正式問世，並在創刊號發表啟事，對在製作期間曾被竊取盜用予以譴責。
由於新澳門學社會把每一期《新澳門》上載到官方網站，因此《愛瞞日報》常在討論區被轉載或作電郵轉寄，並受到部份澳門網民歡迎。

## 外部連結
- 官方网站[]
- 愛瞞日報的Facebook專頁
- 愛瞞日報的Instagram帳戶
- YouTube上的愛瞞日報頻道
- 新澳門學社 （页面存档备份，存于）
- 香港電台電視部《鏗鏘集》：一石激起千層浪YouTube上的(part1)／YouTube上的(part2)